# 全州ワールドカップ競技場
全州ワールドカップ競技場（朝: 전주 월드컵 경기장, Jeonju World Cup Stadium）は、大韓民国西南部地域の全北特別自治道全州市(チョンジュ)にあるサッカー専用スタジアムである。2002年のワールドカップの為に作られたスタジアム。2002 FIFAワールドカップではスペイン対パラグアイ戦などが開催された。2005年夏には東アジアサッカー選手権、2017年5-6月には2017 FIFA U-20ワールドカップの開催地のひとつになった。Kリーグの全北現代モータースのホームスタジアムである。サッカー韓国代表の親善試合が開催されたこともある。

## 施設概要
扇子のように折れ曲線を描いて大きく広がった屋根のデザインは全州の工芸品ハプチュクソン（合竹扇）をイメージしたもので、扇形の屋根を支える4本の柱は豊作と村の安全を願うソッテという柱をイメージしたもの。柱をつなぐケーブルはカヤグムという伝統楽器の弦をイメージしていて、韓国固有の伝統美を表現したスタジアムである。
観客席がグラウンドに近く高さもあるので臨場感がある。二階席と一階席の前方以外を除き屋根が覆っているので雨でも快適に観戦できる。グラウンド内の雨水排出設備がすばらしく、雨が降っていない時と同じ環境でサッカーができる。
- 収容人員：4万2391人
- 建設費用：140億円(1,450億ウォン)
- 完成年：2001年9月
- 特徴：専用スタジアム。メイン・バック・両サイドスタンドにそれぞれ屋根がある。コーナーの部分のみわずかに屋根が設置されていない部分がある。

## 所在地
全北特別自治道全州市徳津区半月洞763-1

## 交通アクセス
- ソウルから車で約3時間。釜山から車で約5時間。
- 市内循環バス1番で、ワールドカップ競技場南門下車。麒麟大路全州市庁バス停、バスターミナルに近い金岩1洞事務所バス停などから乗車できる。なお1番バスは片方向循環であり、帰りの逆方向のバスは2番である。
- 全州駅から、市内バス337番又石大学校行きで金岩1洞事務所で下車し上記バスに乗り換え、あるいは助村小校で下車し徒歩1.5km。
  - 全州駅からはバス536、542、545、546、552番に乗車し、国民銀行金岩支店で下車、そこで道路反対側の全北日報社バス停より1番バスに乗り換える方法もある。
  - 全州市の市内バスは大幅な改変が行われており、観光サイトなどに掲載されているデータから大きく変わっている。
- タクシー、全州市内から15分。